# Mathieu Carrière
Mathieu Carrière (ur. 2 sierpnia 1950 w Hanowerze) – niemiecki aktor, reżyser i scenarzysta, który zdobył popularność głównie we francuskich filmach. 
W 1971 za rolę geologa z Lubeki – Carla–Stephana Kursdedta, zakochanego w cnotliwej mężatce (Marie Dubois) w melodramacie Dom państwa Bories (La maison des bories, 1970) zdobył nagrodę na festiwalu filmowym w Karlowych Warach.
Stał się znany z walki o prawa ojców. Podniósł protest przeciw dyskryminacyjnej działalności niemieckich Jugendamtów.

## Życiorys

### Wczesne lata
Urodził się w Hanowerze w Dolnej Saksonii w rodzinie hugenotów, wypędzonych z Francji podczas edyktu z Fontainebleau jako syn Jutty (z domu Mühling), asystentki rentgenowskiej, i Berna–Ludwiga Carrière, psychiatry. Miał młodszego brata Tila (ur. 1952, w 1978 w wieku 26 lat popełnił samobójstwo) i młodszą siostrę Mareike Ann (ur. 26 lipca 1954, zm. 17 marca 2014 na raka pęcherza moczowego w wieku 59 lat), która była również aktorką (Wróżby kumaka, Niebezpieczna metoda). Dorastał w Berlinie, od 1962 w Lubece. Kiedy miał siedemnaście lat, ojciec wysłał go do jezuickiej szkoły z internatem Lycée Saint-François-Xavier w Vannes we Francji, do której wcześniej uczęszczał reżyser pierwszego filmu Carrière, Volker Schlöndorff. Po maturze w 1969 przeniósł się do Paryża, gdzie studiował filozofię i literaturę, lecz równolegle kontynuował karierę aktorską.

### Kariera
Mając czternaście lat, zadebiutował na dużym ekranie rolą nadwrażliwego i delikatnego Tonio Krögera w filmowej adaptacji noweli Tomasza Manna Tonio Kröger (1964). Jako szesnastolatek zagrał Tomasza Törlessa, młodzieńca w wieku dojrzewania z powieści Roberta Musila Niepokoje wychowanka Törlessa (Junge Törless, 1966), kierowany przez reżysera Volkera Schlöndorffa stworzył dojrzałą intelektualnie postać, a film otrzymał nagrodę na Festiwalu Filmowym w Cannes. Następnie młody Carrière znalazł się w Jugosławii, gdzie zagrał w dramacie Andrzeja Wajdy opartym na powieści Jerzego Andrzejewskiego Bramy raju (Gates to Paradise, 1968).
Pojawił się u boku Joan Collins we włoskim filmie klasy B Krótka miłość (L’Amore breve, 1969). Wystąpił potem w dreszczowcu sci-fi Człowiek z cudzym mózgiem (L’Homme au cerveau greffé, 1971), dramacie kryminalnym Sinobrody (Bluebeard, 1972) z Richardem Burtonem, Raquel Welch, Virną Lisi i Nathalie Delon, dramacie Rogera Vadima Gdyby Don Juan był kobietą (Don Juan ou Si Don Juan était une femme..., 1973) z Brigitte Bardot, dramacie kryminalnym Nie ma dymu bez ognia (Il n'y a pas de fumée sans feu, 1973) z Annie Girardot i Mireille Darc oraz dreszczowcu Rewolwer Python 357 (Police Python 357, 1976) z Yves’em Montandem i Simone Signoret. 
W dramacie kryminalnym Rogera Vadima Zamordowana młoda dziewczyna (La Jeune fille assassinée, 1974) pojawił się jako zmanierowany i rozczarowany życiem Eric von Schellenberg z paryskiej śmietanki towarzyskiej. W opartym na faktach horrorze Egzekucja (Die Hinrichtung, 1976) został obsadzony w roli maniakalnego mordercy Caina Adamsona, weterana wojny wietnamskiej, który po przybyciu do Belfastu terroryzuje dom pełen międzynarodowych studentek pielęgniarstwa. W melodramacie erotycznym Bilitis (1977) na motywach Pieśni Bilitis wystąpił w roli fotografa Lucasa. W melodramacie wojennym André Delvaux Kobieta między psem i wilkiem (Een Vrouw tussen Hond en Wolf, 1979) z Marie-Christine Barrault i Rutgerem Hauerem pojawił się jako żołnierz z Niemiec. W dramacie biograficznym Egon Schiele: Ekscesy (Egon Schiele - Exzesse, 1980) zagrał postać austriackiego artysty Egona Schiele. W telewizyjnym dramacie Niecierpliwość serca (La Pitié Dangereuse, 1979) zagrał uwodzicielskiego porucznika cesarsko-królewskiej armii u progu I wojny światowej, w którym kocha się bogata, ale kaleka dziewczyna. W teledramacie Krzysztofa Zanussiego Drogi pośród nocy (Wege in der Nacht, 1979) odtwarzał postać Niemca, który z rezygnacją patrzy na niszczenie kultury w cieniu nadchodzącego faszyzmu. Pojawił się także w kilku odcinkach serialu detektywistycznego Derrick (1976, 1979, 1981, 1988). 
Był jednym z członków jury na Festiwalu Filmowym w Berlinie ’80. Można go było zobaczyć w dramacie Krzysztofa Zanussiego Pokuszenie (Versuchung, 1982) w roli psychiatry u boku Mai Komorowskiej, dramacie wojennym Jerzego Hoffmana Wedle wyroków twoich... (1983) jako brutalnego oficera hitlerowskiego, dramacie Płonąca kobieta (Die flambierte Frau, 1983) w roli Chrisa, który pracuje jako „mężczyzna na telefon” z Gudrun Landgrebe, dramacie Nieznajoma z Sans Souci (La passante du Sans-Souci, 1982) jako Ruppert von Leggaert / Federico Logo z Romy Schneider i serialu przygodowym France 3 Szaleniec z pustyni (Le fou du désert, 1983) w roli Conrada Kiliana, podróżnika i odkrywcy afrykańskich złóż naftowych.
Według jego scenariusza powstał film Siostrzeniec Beethovena (Le Neveu de Beethoven, 1985) z Jane Birkin i Nathalie Baye. W 1987 był bohaterem ostatniego filmu Waleriana Borowczyka Ceremonia miłości (Cérémonie d’amour). Zadebiutował jako reżyser dramatem Zugzwang (1989), który był po części jego własną historią; o pianiście, który porzuca karierę, by zająć się wychowaniem 4–letniej córki (Mareike Carrière), zaniedbywanej przez zapracowaną matkę (Victoria Tennant).
Wystąpił w muzycznym filmie biograficznym Johann Strauss – Niekoronowany król (Johann Strauss – Der König ohne Krone, 1987) jako Eduard Strauss z Mary Crosby i Zsa Zsa Gabor, obrazie biograficznym Kolumb odkrywca (Christopher Columbus: The Discovery, 1992) jako król Jan z Marlonem Brando i Catherine Zetą-Jones, telefilmie fantasy Sat 1 Księżniczka i żebrak (La Principessa e il povero, 1997) z Nicholasem Rogersem, Thomasem Kretschmannem i Maxem von Sydow oraz filmie historycznym Luter (Luther, 2003) u boku Josepha Fiennesa. W jednym z odcinków serialu kryminalnego Tatort (Miejsce zbrodni, 1998) - pt. „Manila” zagrał prokuratora Wehlinga, który zajmuje się prostytucją dziecięcą małych tajskich chłopców. W dwóch włoskich telewizyjnych filmach biblijnych – Judasz z Kariothu (Gli Amici di Gesù – Giuda, 2001) i Przyjaciele Jezusa: Tomasz (Gli Amici di Gesù – Tommaso, 2001) zagrał Piłata.

## Życie prywatne
W latach 1983–1993 był żonaty z Jennifer Bartlett, z którą ma córkę Alice Isabelle (ur. 1985), autorkę pamiętników Spiegel & Grau Everything/Nothing/Someone, które opowiadają o trudnym życiu autora w ich gospodarstwie domowym. Ze związku z Bettiną Catharina Proske ma córkę Elenę (ur. 24 września 1996).

## Filmografia
- 1964: Tonio Kröger jako Tonio Kröger (jako chłopak)
- 1966: Niepokoje wychowanka Törlessa (Junge Törless) jako Tomasz Törless
- 1968: Bramy raju (Gates to Paradise) jako Alexander
- 1969: Krótka miłość (L'Amore breve) jako Lorenzo
- 1970: Dom państwa Bories (La Maison des Bories) jako Carl-Stéphane Kursdedt
- 1971: Spotkanie w Bray (Rendez-vous à Bray) jako Julien Eschenbach
- 1971: Człowiek z cudzym mózgiem (L’Homme au cerveau greffé) jako Franz Eckerman
- 1972: Sinobrody (Bluebeard) jako wiolonczelista
- 1973: Gdyby Don Juan był kobietą (Don Juan ou Si Don Juan était une femme...) jako Paul
- 1973: Giordano Bruno jako Orsini
- 1973: Nie ma dymu bez ognia (Il n'y a pas de fumée sans feu) jako Ulrich Berl
- 1974: Zamordowana młoda dziewczyna (La Jeune fille assassinée) jako Eric von Schellenberg
- 1976: Rewolwer Python 357 (Police Python 357) jako inspektor Ménard
- 1976: Strzał z litości (Der Fangschuß) jako Volkmar
- 1979: Kobieta między psem i wilkiem (Een vrouw tussen hond en wolf) jako niemiecki żołnierz
- 1979: Niecierpliwość serca (La Pitié Dangereuse, TV) jako porucznik Anton Hofmiller
- 1979: Drogi pośród nocy (Wege in der Nacht, TV) jako Friedrich
- 1981: Żona lotnika (La femme de l'aviateur) jako Christian
- 1982: Pokuszenie (Die Versuchung, TV) jako psychiatra
- 1983: Wedle wyroków twoich... jako SS-Obersturmführer Walter Knoch
- 1984: Chłopiec z zatoki (The Bay Boy) jako ojciec Chaisson
- 1985: Bratanek Beethovena (Le Neveu de Beethoven) jako Archduke Rodolphe
- 1987: Ceremonia miłości (Cérémonie d’amour) jako
- 1987: Johann Strauss – Niekoronowany król (Johann Strauss – Der König ohne Krone) jako Eduard Strauss
- 1988: Kamień filozoficzny (L’Oeuvre au noir) jako Pierre de Hamaere
- 1990: Rock Hudson (TV) jako francuski lekarz
- 1991: Malina jako Malina
- 1992: Kolumb odkrywca (Christopher Columbus: The Discovery) jako król Jan
- 1992: Światło w mroku (Shining Through) jako Von Haefler
- 1996: Rosemarie (Das Mädchen Rosemarie, TV) jako Fribert
- 1997: Księżniczka i żebrak (La principessa e il povero, TV) jako król Hamil
- 2001: Judasz z Kariothu (Gli Amici di Gesù – Giuda) jako Piłat
- 2001: Przyjaciele Jezusa: Tomasz (Gli Amici di Gesù – Tommaso) jako Piłat
- 2003: Luter (Luther) jako kardynał Tomasz Kajetan
- 2004: Arsène Lupin jako Duc d’Orléans
- 2005: Masz na imię Justine (Your Name Is Justine) jako Gunter
- 2005: Dama kameliowa (La signora delle camelie) jako Primoli
- 2010: Kuracja specjalna (Sans queue ni tête) jako Robert Masse
- 2013: Aniołki spod znaku Miserere (La marque des anges – Miserere) jako Peter Hansen
- 2015: Arletty, wina namiętności (Arletty, une passion coupable, TV) jako generał Schleier

### Seriale
- 1973: Komisarz (Der Kommissar) jako Alfred Steger
- 1976: Derrick: Das Bordfest jako Walter Solms
- 1976: Nouvelles de Henry James jako Owen Wingrave
- 1979: Derrick: Der L-Faktor jako Heinz Bruhn
- 1981: Derrick: Eine ganz alte Geschichte jako Arne Reuter
- 1988: Derrick: Mordträum jako Max Binder
- 1989: Zagubiony w czasie jako Roget
- 1992–1995: Schloß Hohenstein – Irrwege zum Glück jako Graf Gregor von Hohenstein
- 1993: Böses Blut jako Werner Westfal
- 1993: Freunde fürs Leben jako Werner Westfal
- 1996: Tatort: Bei Auftritt Mord jako Lewald
- 1996: Powrót Sandokana (Il ritorno di Sandokan) jako Raska
- 1998: Tatort: Manila jako Wehling
- 2000: Komisarz Rex (Kommissar Rex) jako prof. Paul Mandl
- 2005: Der Bulle von Tölz jako Klaus Engelmann
- 2006: Komisarz Moulin (Commissaire Moulin) jako Michel Léonard
- 2008: Anna und die Liebe jako Robert Broda
- 2008: Hallo Robbie! jako Hanno Venske
- 2010: Kobra – oddział specjalny (Alarm für Cobra 11) jako Rolf Reinhardt
- 2012: SOKO Leipzig jako Harry Reich
- 2012: Ostatni gliniarz (Der Letzte Bulle) jako Henri Durand